# Lobetova ulica, Novo mesto
Lobetova ulica je ena od ulic v Novem mestu. Od leta 1970 se imenuje po izumitelju, univerzitetnem profesorju in akademiku Feliksu Lobetu. Splet ulic z imenom Lobetova ulica se razteza po Kodeljevem hribu v Žabji vasi. Ulica obsega 37 hišnih številk.